# Осада Триполи (1102—1109)
Осада Три́поли длилась с 1102 до 12 июля 1109 года и проходила на месте современного ливанского города Триполи. В результате взятия города крестоносцами было образовано четвёртое христианское государство на востоке — графство Триполи.

## Предыстория
После падения Антиохии в июне 1098 года и резни в Маарре (13 января 1099 года) сирийские эмиры, опасаясь продвижения крестоносцев, стали сдавать им свои города. 14 января эмир Шайзара Султан ибн-Мункид отправил посольство к Раймунду IV Тулузскому, одному из лидеров крестового похода, чтобы предложить его воинам еду и корм для лошадей, а также проводить до Иерусалима. В феврале эмир Хомса Джанах ад-Даула, храбро сражавшийся во время осады Антиохии, также предложил Раймунду лошадей. Кади Триполи Джалал аль-Мульк послал франкам богатые дары и предложил им отправить посольство в свой город. Послы поразились великолепию города, и был заключён союз. Крестоносцы отправились осаждать Акру (14 февраля — 13 мая), а затем Иерусалим, оставив Триполи и соседние земли нетронутыми.

## Возвращение Раймунда в Триполи
Осада Иерусалима оказалась успешной и привела к созданию Иерусалимского королевства. Большинство крестоносцев вернулись домой, однако определённая их часть отправилась в Арьергардный крестовый поход — воевать против сельджуков в Анатолии. Раймунд IV принял участие в этом походе, а после ряда неудач вернулся в Сирию. Он имел с собой только три сотни рыцарей. Фахр аль-Мульк, кади Триполи, оказался не столь любезен, как его предшественник, и выслал против крестоносцев войска, запросив помощи у губернаторов Дамаска и Хомса. Однако присланные солдаты бежали, как только достигли Триполи, и войска кади были разбиты в начале апреля, потеряв семь тысяч человек. Раймунд IV не мог взять сам город, но сумел занять Тортосу, которая стала базой для будущих операций против Триполи.

## Осада
В следующем году Раймунд IV с помощью византийских инженеров построил крепость Мон-Пелерен («Qalaat Saint-Gilles» — «крепость Сен-Жиль»), чтобы блокировать дороги из Триполи в глубь страны. С помощью генуэзца Гуго Эмбриако он также занял Библ к северу от города. После битвы при Харране в 1104 году Фахр аль-Мульк попросил Сукмана аль-Артука из тюркской династии Артукидов, губернатора Иерусалима, вмешаться. Войска Сукмана вошли в Сирию, но были вынуждены вернуться обратно.

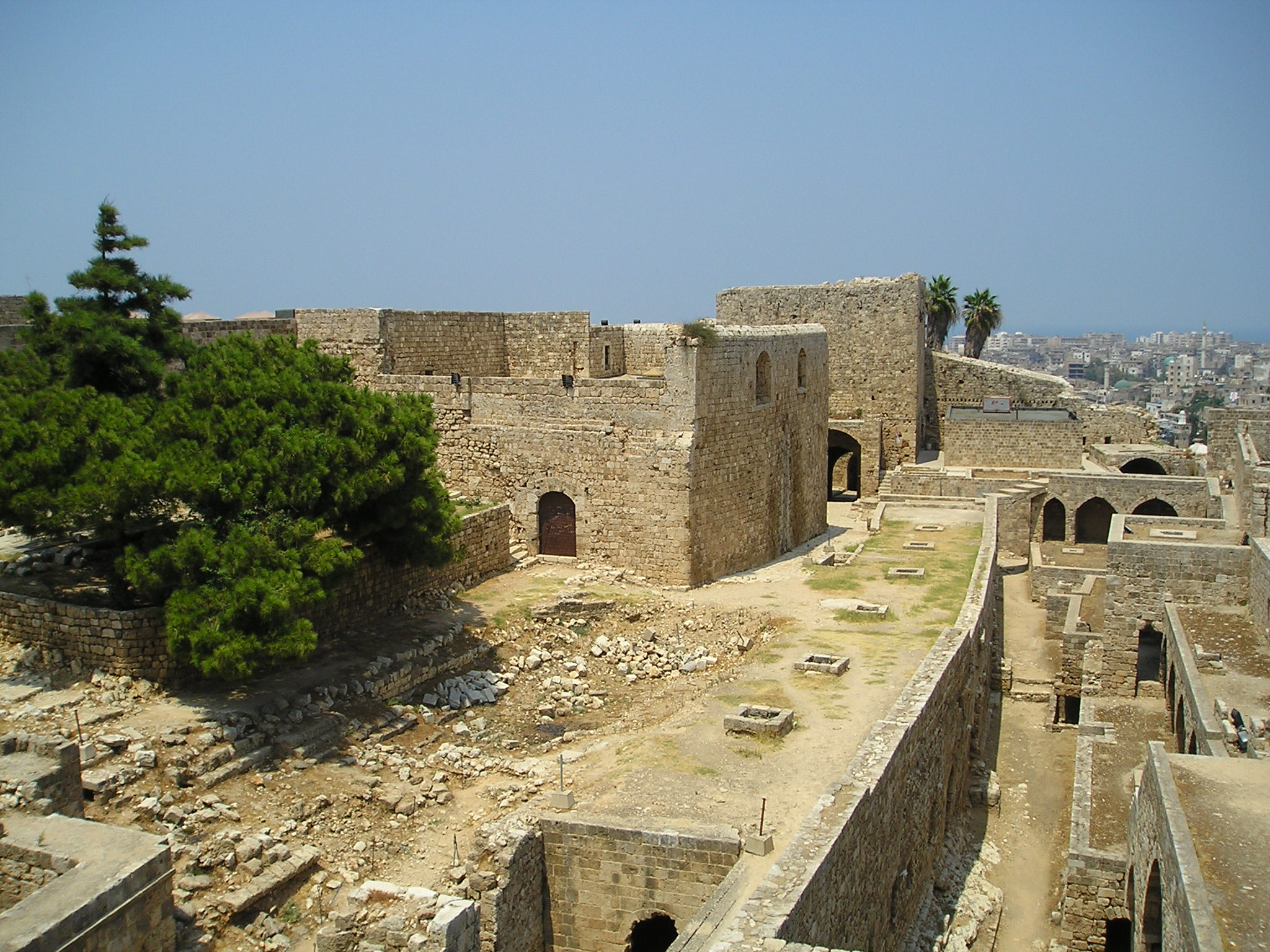
Цитадель Триполи.

В сентябре 1104 года Фахр аль-Мульк напал на Мон-Пелерен, убив многих франков и разрушив одно крыло крепости. Сам Раймунд IV был тяжело ранен и, по общепринятой версии, умер через пять месяцев, в феврале 1105 года. Его сменил во главе крестоносцев его племянник Гильом Иордан, граф Сердани. На смертном одре Раймунд IV достиг соглашения с кади: если он прекратит нападения на крепость, крестоносцы перестанут препятствовать торговле триполитанцев. Кади принял условия.
В 1108 году подвоз продовольствия в город по суше стал ещё более трудным. Многие жители бежали в Хомс, Тир и Дамаск. Представители знати отправили послов к франкам с предложением сдать город, но послы были казнены в лагере крестоносцев. Фахр аль-Мульку оставалось ждать помощи от сельджукского султана Мухаммада I, к которому он отправился в Багдад в конце марта с 500 воинами и богатыми дарами. Он прошёл через Дамаск, где правитель Тугтегин принял его с радушием. В Багдаде султан встретился с кади, но помощи не оказал, поскольку был занят династическими спорами в Мосуле. Фахр аль-Мульк вернулся в Дамаск в августе, где узнал, что знать Триполи, уставшая ждать его возвращения, сдала город аль-Афдалю, египетскому визирю.
В следующем году силы франков у стен Триполи собрали воедино Балдуин I Иерусалимский, Балдуин II Эдесский, Танкред Тарентский, Гильом Иордан и старший сын Раймунда IV Бертран. Войско крестоносцев пополнилось генуэзцами, пизанцами и провансальцами. Сам город тщетно ждал подкреплений из Египта.
Лидеры крестоносцев провели совет у стен города и решили, что после захвата города будет образовано новое христианское государство — графство Триполи. Из-за споров между Гильомом Иорданом и Бертраном его полагалось разделить на две части.
Город пал 12 июля и был разграблен крестоносцами. Сто тысяч томов библиотеки Дар-эм-Ильм были признаны «нечестивой» литературой и сожжены. Египетский флот прибыл слишком поздно, через восемь часов после падения города. Большинство жителей были обращены в рабство, остальные — лишены своих владений и изгнаны. Бертран, незаконнорожденный сын Раймунда IV стал хозяином Триполи, поскольку Гильом Иордан погиб в ходе боя. Таким образом, Триполи стал центром нового, четвёртого государства крестоносцев в Леванте.